# Liste der zyprischen Abgeordneten zum EU-Parlament (2009–2014)
Die Liste der zyprischen Abgeordneten zum EU-Parlament (2009–2014) listet alle zyprischen Mitglieder des 7. Europäischen Parlaments nach der Europawahl in der Republik Zypern 2009.

## Mandatsstärke der Parteien
- GUE/NGL: 2
- S&D: 2
- EVP: 2

| Nationale Partei                          | Mandate | Fraktion                                                                                  |
| ----------------------------------------- | ------- | ----------------------------------------------------------------------------------------- |
| Dimokratikos Synagermos (DISY)            | 2       | Fraktion der Europäischen Volkspartei (EVP)                                               |
| Anorthotiko Komma Ergazomenou Laou (AKEL) | 2       | Konföderale Fraktion der Vereinten Europäischen Linken/Nordischen Grünen Linken (GUE/NGL) |
| Dimokratiko Komma (DIKO)                  | 1       | Fraktion der Progressiven Allianz der Sozialdemokraten im Europäischen Parlament (S&D)    |
| Kinima Sosialdimokraton (EDEK)            | 1       | Fraktion der Progressiven Allianz der Sozialdemokraten im Europäischen Parlament (S&D)    |
| Gesamt                                    | 6       |                                                                                           |

## Abgeordnete
| Bild | Name                      | geb. | Partei | Fraktion | Kommentar                                                  |
| ---- | ------------------------- | ---- | ------ | -------- | ---------------------------------------------------------- |
|      | Takis Hadjigeorgiou       | 1956 | AKEL   | GUE/NGL  |                                                            |
|      | Antigoni Papadopoulou     | 1954 | DIKO   | S&D      |                                                            |
|      | Andreas Pitsillides       | 1977 | DISY   | EVP      | Am 4. März 2013 für Ioannis Kasoulidis nachgerückt         |
|      | Sophocles Sophocleous     | 1962 | EDEK   | S&D      | Am 1. September 2012 für Kyriakos Mavronikolas nachgerückt |
|      | Eleni Theocharous         | 1953 | DISY   | EVP      |                                                            |
|      | Kyriacos Triantaphyllides | 1944 | AKEL   | GUE/NGL  |                                                            |

## Ausgeschiedene Abgeordnete
| Bild | Name                  | geb. | Partei | Fraktion | Kommentar                                                           |
| ---- | --------------------- | ---- | ------ | -------- | ------------------------------------------------------------------- |
|      | Ioannis Kasoulidis    | 1948 | DISY   | EVP      | Am 28. Februar 2013 ausgeschieden, Nachrücker: Andreas Pitsillides  |
|      | Kyriakos Mavronikolas | 1955 | EDEK   | S&D      | Am 31. August 2012 ausgeschieden, Nachrücker: Sophocles Sophocleous |